# Double mortel
Pour plus de détails, voir Fiche technique et Distribution.
Double mortel (Look Away) est un film d'horreur canadien écrit et réalisé par Assaf Bernstein, sorti en 2018.

## Synopsis
Jeune lycéenne timide et solitaire, Maria est le souffre-douleur de ses camarades et n'a qu'une seule amie, Lily, dont elle envie son petit ami, Sean. Mal dans sa peau, elle ne trouve aucun réconfort auprès de son père, un chirurgien infidèle et coureur de jupons, et de sa mère dépressive. Un soir, dans sa salle de bain, elle confie sa détresse à son propre reflet qui prend vie. Maria trouve enfin quelqu'un qui l'écoute et la comprend. Lâchée par Lily après avoir découvert ses sentiments pour Sean et harcelée par les autres lycéens, Maria décide d'échanger sa place avec son double, beaucoup plus belle et insolente qu'elle, pour qu'elle s'occupe de ses problèmes. Aussitôt arrivée dans le monde réel, Airam se venge cruellement de tous ceux qui ont fait du mal à Maria. Mais lorsqu'elle les tue violemment, Maria proteste mais elle ne peut rien faire pour l'arrêter. Elle est désormais coincée de l'autre côté du miroir...

## Fiche technique
- Titre original : Look Away
- Titre français : Double mortel
- Réalisation et scénario : Assaf Bernstein
- Montage : Danny Rafic
- Musique : Mario Grigorov
- Photographie : Pedro Luque
- Production : Dana Lustig, Giora Kaplan et Brad Kaplan
- Sociétés de production : Ace in the Hole Films, Dana Lustig Productions, Buffalo Gal Pictures, Dark Focus, Manitoba Film & Music et Primary Wave Entertainment
- Société de distribution : Vertical Entertainment
- Pays d'origine :  Canada
- Langue originale : anglais
- Format : couleur
- Genre : horreur
- Durée : 103 minutes
- Dates de sortie :
  -  Canada : 13 octobre 2018
  -  France : 13 août 2019 (VOD)

## Distribution
- India Eisley : Maria/Airam
- Mira Sorvino : Amy
- Jason Isaacs : Dan
- Penelope Mitchell : Lily
- Harrison Gilbertson : Sean
- Kristen Harris : Naomi
- Adam Hurtig : le professeur d'anglais
- John C. MacDonald : Mark
- Connor Peterson : le jeune frère
- Kiera Johnson : Ginny
- Michal Bernstein : Claudia
- Ernie Pitts : Gabriel

## Production
En août 2016, avant le début du tournage et plus de deux ans avant l'achèvement et la sortie du film, Variety a fait état de la production sous le titre de travail Behind the Glass Look Away, qui marquait le premier film nord-américain du réalisateur Assaf Bernstein, a été produit par Bernstein, Giora "Gig" Kaplan, Brad Kaplan et Dana Lustig,. Le tournage s'est déroulé à Winnipeg, au Manitoba.